# The Selecter
The Selecter (jamaikanisches Englisch für DJ) ist eine englische Ska-Band, die sich 1979 in Coventry gründete. Sie gehört neben Bands wie The Specials, Madness, Bad Manners und The Beat zur zweiten Welle des Ska, dem sogenannten 2-Tone-Ska.

## Bandgeschichte
The Selecter wurde 1979 von The Specials-Drummer John Bradbury eher zufällig ins Leben gerufen. Bradbury brauchte für die erste Single der Specials eine B-Seite. Um sie zu füllen, nahm er gemeinsam mit dem Keyboarder Desmond Brown, den beiden Gitarristen Neol Davis und Kevin Harrison sowie einem Studiomusiker namens Steve am Bass den Song „The Selecter“ auf, der auf der Single einfach einer gleichnamigen (bis dato jedoch nicht existierenden) Band zugeschrieben wurde. Nachdem die Platte ein Top-10-Hit wurde, rekrutierten Brown und Davis weitere Musiker, um die „Band“ mit Leben zu füllen. Dies waren zunächst: Pauline Black, Charley Anderson, Compton Amanour, Charley „H“ Bembridge und Arthur „Gaps“ Hendrickson.
Sie schlossen einen Vertrag mit dem 2 Tone-Plattenlabel von Specials-Kopf Jerry Dammers. Ihre nachfolgende Single „On My Radio“ (eigentlich ja die Debüt-Single) schaffte es ebenfalls in die Top Ten. Die bald darauf veröffentlichte LP „Too Much Pressure“ kletterte bis auf Platz 5 der LP-Charts. Bis Mitte 1981 veröffentlichten The Selecter noch eine LP und vier weitere Singles, dann lösten sie sich 1982 auf. Pauline Black brachte einige Solo-Singles heraus und wurde später Fernsehmoderatorin.
1992 gründeten sich The Selecter erneut und touren seitdem regelmäßig durch die USA, Kanada, Japan und Europa.
Seit 2003 touren Pauline Black und Nick Welsh als Selector Acoustic und veröffentlichten die beiden Platten „Unplugged for the Rudeboy Generation“ und „Requiem for a Black Soul“.

## Diskografie

### Alben
| Jahr | Titel                | Höchstplatzierung, Gesamtwochen, AuszeichnungChartsChartplatzierungen (Jahr, Titel, Platzierungen, Wochen, Auszeichnungen, Anmerkungen) | Anmerkungen |
| Jahr | Titel                | UK | Anmerkungen |
| ---- | -------------------- | --- | --- |
| 1980 | Too Much Pressure    | UK5 Gold · (14 Wo.)UK | Erstveröffentlichung: Februar 1980 (Platz 5, 13 Wo.) Wiederveröffentlichung: 23. April 2021 (40th Anniversary Edition, Platz 24 / 1 Wo.) |
| 1981 | Celebrate the Bullet | UK41 (4 Wo.)UK | |
| 2015 | Subculture           | UK54 (1 Wo.)UK | |
| 2017 | Daylight             | UK66 (1 Wo.)UK | |

Weitere Alben
- 1992: Out on the Streets Again
- 1992: BBC 1 Radio Live in Concert (Live, mit The Specials)
- 1993: The Selecter and Prince Buster (Madness)
- 1994: The Happy Album
- 1995: Pucker
- 1996: Back out on the Streets
- 1997: The Very Best of the Selecter
- 1998: Cruel Britannia
- 1999: Trojan Songbook Volume 1
- 2000: Trojan Songbook Volume 2
- 2001: Trojan Songbook Volume 3
- 2002: Unplugged for the Rudeboy Generation
- 2002: On my Radio (2 CD, CD 2 live)
- 2003: Real to Reel
- 2011: Made In Britain
- 2013: String Theory

### EPs
| Jahr | Titel Album | Höchstplatzierung, Gesamtwochen, AuszeichnungChartsChartplatzierungen (Jahr, Titel, Album, Platzierungen, Wochen, Auszeichnungen, Anmerkungen) | Anmerkungen                          |
| Jahr | Titel Album | UK | Anmerkungen                          |
| ---- | ----------- | --- | ------------------------------------ |
| 1993 | The 2 Tone  | UK30 (3 Wo.)UK | mit The Specials, Madness & The Beat |

Weitere EPs
- 1994: The Madness
- 1995: Hairspray
- 2013: Daytrotter Session

### Singles
| Jahr | Titel Album                         | Höchstplatzierung, Gesamtwochen, AuszeichnungChartsChartplatzierungen (Jahr, Titel, Album, Platzierungen, Wochen, Auszeichnungen, Anmerkungen) | Anmerkungen                  |
| Jahr | Titel Album                         | UK | Anmerkungen                  |
| ---- | ----------------------------------- | --- | ---------------------------- |
| 1979 | On My Radio –                       | UK8 (9 Wo.)UK | B-Seite: Too Much Pressure   |
| 1980 | Three Minute Hero Too Much Pressure | UK16 (6 Wo.)UK | B-Seite: Carry Go Bring Come |
| 1980 | Missing Words Too Much Pressure     | UK23 (8 Wo.)UK | B-Seite: Street Feeling      |
| 1980 | The Whisper –                       | UK36 (5 Wo.)UK | B-Seite: Train to Skaville   |

Weitere Singles
- 1979: The Selecter (B-Seite der Split-Single „Gangsters“ mit The Specials, 1979)
- 1981: Celebrate the Bullet und Last Tango in Dub
- 1995: Madness (mit Prince Buster)